# Ngựa Falabella
Giống ngựa Falabella là một giống ngựa lùn của Argentina, chúng được xác nhận là giống ngựa nhỏ nhất thế giới. Chúng thuộc nhóm ngựa giống nhỏ (hay ngựa Mini) là một biến thể của nhóm ngựa giống lùn (Pony).

## Đặc điểm
Ngựa Falabella có hình dáng nhỏ thó và thấp bé. Chiều cao trung bình của giống ngựa này chỉ khoảng 40 cm, chúng chưa bao giờ vượt qua chiều cao 70 cm. Những con ngựa Fallabella đều rất cứng cỏi, thông minh và có lòng trung thành giống như những con chó. Ngựa Falabella được chăm sóc và phát triển trong thế kỷ 19 ở Argentina bởi bác sĩ thú y, chuyên gia di truyền học Patrick Falabella, nên giống ngựa này đã được đặt tên theo ông.
Ngựa Falabella được gây giống trong thời gian 70 năm bằng cách giao phối trong một nhóm nhỏ những con ngựa có hình dáng bé nhỏ. Với hình dáng nhỏ bé, dễ thương giống ngựa này được rất nhiều người chọn nuôi. Giống ngựa Falabella được coi là thông minh và dễ đào tạo. Do kích thước nhỏ bé, giống ngựa Falabella thường được chọn cho trẻ em tập cưỡi.